# بالويل (باد كاليه)
بالويل، باد كاليه (بالفرنسية: Palluel)‏ هي بلدية تقع في إقليم باد كاليه من منطقة نور با دو كاليه في شمال فرنسا. تبلغ مساحة هذه المدينة 2.77 (كم²)، وترتفع عن سطح البحر م، يبلغ عدد سكانها 572 نسمة حسب إحصاء المعهد الوطني للإحصاء والدراسات الاقتصادية سنة 2009 م. وترأس Jean-François Lemaire البلدية خلال فترة (2008-2014).